# Leggenda №17
Leggenda №17 è un film del 2013 diretto da Nikolaj Lebedev. È ispirato alla storia dell'hockeista sovietico Valerij Charlamov. Il film ha vinto il Golden Eagle Award come miglior film russo dell'anno.